# Ceroctis aliena
Ceroctis aliena là một loài bọ cánh cứng trong họ Meloidae. Loài này được Péringuey miêu tả khoa học năm 1892.